# Gothenburg
Gothenburg är också ett engelskt namn på Göteborg.
Gothenburg är en stad (city) i den amerikanska delstaten Nebraska.
Staden, som ligger i distriktet Dawson County, har fått sitt namn efter Göteborg och grundades 1882 av den svenske utvandraren Olof Bergström. Gothenburg hade 3 681 invånare i juli 2004 på en yta av 6,7 km², varav 0,1 km² (1,93%) var vatten.

## Stadens framväxt
Den svenske utvandraren Olof Bergström, som arbetade för järnvägsbolaget Union Pacific, valde ut platsen för att grunda en bosättning 1882, med en station vid Union Pacifics transamerikanska järnvägslinje. Han slog sig ner vid en gård strax norr om staden och gjorde sedermera flera resor till Sverige för att rekrytera svenska nybyggare till orten. Dessa var knutna till baptisterna och metodisterna.
Gothenburg fick stadsrättigheter 8 juli 1885 och den första kyrkan stod färdig 1886 medan den andra kyrkan tillkom något år efteråt.  År 1890 bodde 350 personer där och en kvarn hade uppförts med en kapacitet av 75 tunnor mjöl per dag. Ytterligare en kvarn var på väg att uppföras. En 15 kilometer lång kanal hade byggts från floden Platte River, som man tänkte använda till vattenkraft och bevattning. Ett flertal affärer hade uppkommit i Gothenburg; skola och hotell var på väg att uppföras.

## Svenskarna och deras ättlingar
I en företagskatalog från 1890-1891 för Gothenburg hittas driftiga svenskar som sadelmakaren Anderson SP & Son och F. A. Lundin, kötthandlarna Erickson Bros, metallvaruhandlaren A. G. Carlson, konditorivaruhandlaren G. Odencrants, smeden J. G. Swanson och kusken Swan Wicklund med mera. Än idag har en stor del av stadens invånare svensk- eller tyskklingande efternamn, då dess första invånare främst kom från Sverige och Tyskland, exempelvis heter stadens nuvarande borgmästare Larry Franzen. I Gothenburg är man stolt över sitt svenska ursprung, på Gothenburg Public Schools hemsida har man underrubriken "Home of the Swedes!" som är namnet på skolans fotbollslag.
Ett av stadens fyra parkområden heter E. G. West Park och ligger i hörnet 20th Street och Lake Avenue. Parken är tillägnad E. G. West, som kom från Sverige till Dawson County 1882. Han blev en betydelsefull affärsman i regionen, handlande med timmer, virke, kol, järn- och metallvaror. E. G. West Park hade en gång i tiden en guldfiskdamm men några guldfiskar finns inte där idag. Man kan dock i en behaglig miljö spela tennis eller underhålla barnen i lekparken.

## Sevärdheter
Gothenburg har gator kantade av trädalléer. Det finns två stationer från Ponnyexpressen från den tid man red på häst i denna del av Amerika, ett nybyggarmuseum, och en sjö i den norra delen av staden. Volleyboll, simning och rodd med båt ges möjlighet till vid sjön Lake Helen på sommarhalvåret. Under vintern är kälk- och isåkning populärt. Gothenburg erbjuder också ekipageridning med häst och vagn vid Pony Express Station i Ehmen Park. Någon kilometer utanför staden kan man besöka Swedish Crosses Cemetery, som är en begravningsplats med svenska gravar från 1880-talet, numera ett symboliskt minnesmärke för Gothenburgs första invånare. Sedan 1991 är området kulturmärkt.

## Kommunikationer
Gothenburg genomkorsas av den historiska Lincoln Highway, idag skyltad som den öst-västliga U.S. Route 30, och parallellt med denna passerar den transkontinentala motorvägen Interstate 80 söder om stadskärnan. Union Pacific bedriver godstrafik genom staden på den tidigare transamerikanska järnvägens stambana, men persontrafiken på denna sträckning är idag nedlagd.